# Bassaricyon
Bassaricyon е род е дребни неотропически бозайници от семейство Енотови, популярни като олинго (мн. ч. олингота). Родът е местен за тропическите гори на Централна и Южна Америка от Никарагуа до Перу. 

## Начин на живот и характеристики
Bassaricyon са дървесни и нощни животни. Живеят на височина от морското равнище до 2750 m. По морфология и навици олинго много приличат на друг представител на Енотови – кинкажу – въпреки че нямат опашки за захващане, муцуните им са по-широки и имат анални ароматични жлези. Двата рода обаче не са съседни в клада на семейство Енотови. Bassaricyon приличат външно и на представители на семейство Галагови, както и на някои лемури.

## Класификация
Има разногласия относно броя на видовете в този род, като някои таксономисти разделят популациите на до пет вида (добавяйки B. pauli към списъка по-долу), два вида (изпускайки B. medius и B. neblina) или само един вид (B. gabbi). Олинго са доста редки в зоологическите градини и често се идентифицират погрешно като кинкажу.
Неразпознато досега олинго, подобно на B. alleni, но различно от него, е открито през 2006 г. от Кристофер Хелген в Лас Макинас в Андите на Еквадор. Той нарича този вид B. neblina и представя откритията си на 15 август 2013 г.
С данни, получени от анатомия, морфометрия, ядрена и митохондриална ДНК, теренни наблюдения и моделиране на географски обхват, Хелген и колеги демонстрират, че могат да бъдат признати четири вида олинго:
| Име                                 | Изображение | Разпространение                                                                        |
| ----------------------------------- | ----------- | -------------------------------------------------------------------------------------- |
| Олинго на Ален (Bassaricyon alleni) |             | Низините на Гвиана, Венецуела и в Колумбия, Еквадор, Перу и Боливия на изток от Андите |
| Олинго на Габи (Bassaricyon gabbii) |             | Централна Америка, низини и планини на Никарагуа, Коста Рика и западна Панама          |
| Bassaricyon medius                  |             | Низините на Панама и в Колумбия и Еквадор на запад от Андите                           |
| Олингито (Bassaricyon neblina)      |             | Планински вид, ендемичен за облачните гори в Андите на Колумбия и Еквадор              |

## Еволюция
Генетичните изследвания показват, че най-близките роднини на олинго са всъщност коатите; оценява се, че разделянето между двете групи се е случило преди около 10,2 милиони години по време на тортонския период, докато кинкажу се отделя от другите съществуващи Енотови преди около 22,6 милиони години през аквитанския период. Следователно приликите между кинкажу и олинго са пример за паралелна еволюция.

Диверсификацията на рода очевидно е започнала преди около 3,5 милиони години, когато се отделя B. neblina. След това се отделя B. gabbii преди около 1,8 милиона години, а двата низинни вида, B. alleni и B. medius, се обособяват преди около 1,3 милиони години. Датирането и биогеографското моделиране предполагат, че най-ранната диверсификация на рода се е състояла в северозападната част на Южна Америка малко след като предците на олинго за първи път нахлуват на континента от Централна Америка като част от Големия американски обмен. Така еволюцията на олинго контрастира с тази на кинкажу, много по-стара линия, за която се смята, че е възникнала в Централна Америка много преди да се разпространи в Южна Америка.
|  | B. alleni |
|  |           |
|  | B. medius |
|  |           |

|  | B. gabbi |
|  |          |

|  | B. alleni |
|  |           |
|  | B. medius |
|  |           |

|  | B. gabbi |
|  |          |

|  | B. alleni |
|  |           |
|  | B. medius |
|  |           |

|  | B. gabbi |
|  |          |

|  | B. alleni |
|  |           |
|  | B. medius |
|  |           |

|  | B. gabbi |
|  |          |